# Polyplectropus beccus
Polyplectropus beccus is een schietmot uit de familie Polycentropodidae. De soort komt voor in het Neotropisch gebied.